# Venturia keralensis
Venturia keralensis är en stekelart som beskrevs av Sudheer och T.C. Narendran 2006. Venturia keralensis ingår i släktet Venturia och familjen brokparasitsteklar. Inga underarter finns listade i Catalogue of Life.